# Nissan 300 ZX
El Nissan 300ZX, llamado Fairlady Z en Japón, es un automóvil deportivo producido por el fabricante japonés Nissan.
Comprende la tercera y cuarta generación de la línea de automóviles Nissan Z, dadas las denominaciones de chasis Z31 y Z32, respectivamente.

## Historia
La historia de este mítico auto japonés comenzó en 1969, año en que salió el primero de los Z. Era rápido y de buenas prestaciones, tuvo mucho éxito y de inmediato se ganó un lugar en el gusto del público entusiasta. El 240Z, como se le conocía en esa época, portaba un motor de 6 cilindros de 2,4 litros.
Cuando Nissan decidió entrar al mercado de los deportivos en los años 60, nadie creía que sus productos valdrían la pena, pero sorprendieron al mundo con el 240 Z, el cual se convirtió en el primero de una familia de autos famosos por sus prestaciones de alto nivel, gran calidad y precio accesible.
El nombre 300ZX sigue la convención numérica iniciada con el 240Z, dado por Yukata Katayama, el entonces presidente de Nissan Motors de EE. UU. La "X" fue añadida al nombre del modelo por su predecesor que significa "lujoso". Fue usado en la mayoría de los mercados con excepción de algunos incluyendo el mercado local japonés, donde el automóvil, como los previos autos "Z" fue vendido como "Fairlady Z". La mejor venta de los 300ZX fue el Z31, con más de 100000 unidades más que el Z32.
Tres generaciones del Nissan Z habían pasado desde su introducción como el 240Z en 1969 (Fairlady Z en Japón) y con cada una, la esencia de coche deportivo puro del original se había ido perdiendo, convirtiéndose con el paso de los años cada vez más en un Gran Turismo, más lujoso, más refinado, más pesado y con un manejo más suave.
Con la llegada de la cuarta generación del Z en 1990, fue cuando Nissan logró asestar un golpe definitivo a sus rivales europeos, quienes tuvieron varios dolores de cabeza con el entonces nuevo Z. Fue tal el éxito del último 300ZX, que logró ganar adeptos alrededor de todo el mundo y por sus grandes prestaciones aunadas a su gran personalidad, el 300ZX rivalizaba con autos de mayor tradición.
La estrella nipona logró convertirse en muy poco tiempo y desde su introducción, en uno de los favoritos de los amantes de la velocidad y de la prensa especializada, que constantemente lo tenía en la cima de las comparativas, así frente a vehículos provenientes de Ferrari y Porsche.

## Z31

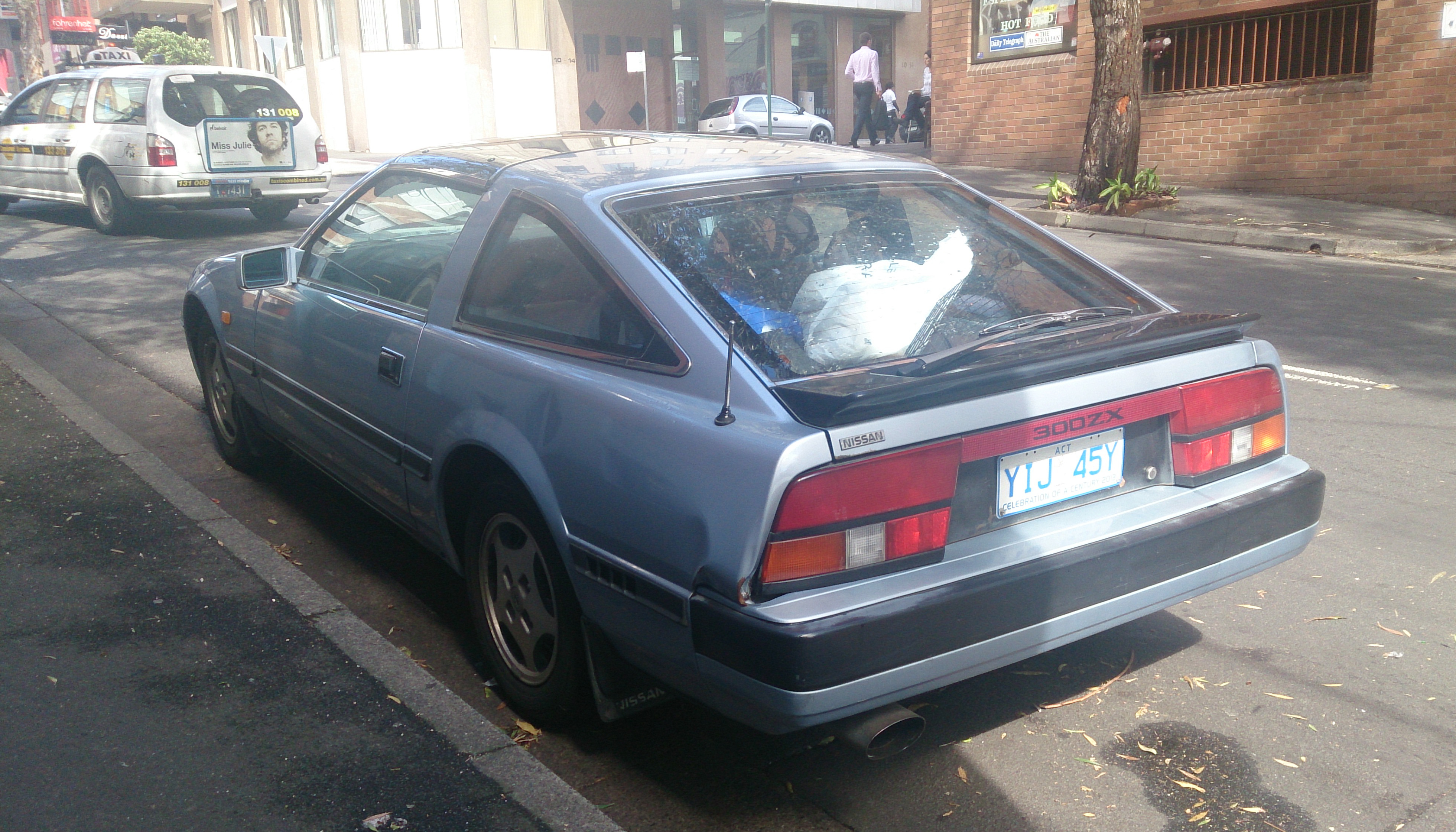
Vista trasera.

El aterrizaje en el mercado del Nissan 300ZX tuvo lugar en 1983 cuando, conscientes de que el continuismo del Datsun 280 ZX con respecto al mítico 240, empezaba a pasar factura a su línea de deportivos, la marca de coches nipona decidió dar un nuevo paso hacia adelante creando uno de sus modelos más míticos. En contraste con sus predecesores, el recién llegado hacía gala de unas formas mucho más propias de la década que lo vio nacer con unas líneas muy rectas que, además, contaba con faros escamoteables delanteros y un habitáculo con formato 2+2.
El coche es diseñado por Kazumasu Takagi y su equipo, quienes mejoran la aerodinámica e incrementan el rendimiento en comparación a su predecesor: el 280ZX, con un coeficiente aerodinámico de 0,30 y un motor V6, el primero fabricado en masa en un modelo japonés.
Para darle movimiento al conjunto, se optó por un planteamiento de motor delantero y propulsión que, gracias a una serie de hasta cinco bloques de seis cilindros dispuestos en línea o en V con distintas culatas e incluso turbocompresor con potencias comprendidas entre los 160 y 228 HP (162 y 231 CV) (119 y 170 kW), que podían acoplarse a una transmisión manual de cinco marchas o una automática de cuatro que aportaba algo más de confort a este 2+2 de la vieja escuela, a cambio de recortar ligeramente sus prestaciones. El modelo más comedido era capaz de firmar un 0-100 km/h (62 mph) en 10,7 segundos,  que podían quedarse en solamente 7,1 si se optaba por la variante más salvaje de todas.

### Motores
El Z31 contaba con cinco motores diferentes:
| Modelos             | Motor      | Código  | Distribución | Cilindrada          | Aspiración  | Potencia máxima                            | Notas |
| ------------------- | ---------- | ------- | ------------ | ------------------- | ----------- | ------------------------------------------ | --- |
| 200ZR               | 6 en línea | RB20DET | DOHC         | 1998 cm³ (2 litros) | Turbo       | 212 HP (215 CV; 158 kW)                    | Su producción fue desde agosto de 1985, eran los primeros motores con doble leva, incluían el sistema de inyección de combustible NICS (Sistema de Control de Inducción de Nissan) y doble cámara.               |
| 200Z, 200ZG y 200ZS | V6         | VG20ET  | SOHC         | 1998 cm³ (2 litros) | Turbo       | 170 HP (172 CV; 127 kW)                    | Este vino con un intercooler en algunos modelos y fue conocido como “Jet Turbo”. |
| 300ZX Turbo         | V6         | VG30ET  | SOHC         | 2960 cm³ (3 litros) | Turbo       | 200 a 228 HP (203 a 231 CV) (149 a 170 kW) | Fueron equipados con un turbocompresor Garrett T3 y sin intercooler, ya que fueron diseñados para una rápida respuesta del acelerador y presentaron una presión de refuerzo baja.                                |
| 300ZX               | V6         | VG30E   | SOHC         | 2960 cm³ (3 litros) | Atmosférico | 160 HP (162 CV; 119 kW)                    | Cuenta con un sistema de inyección de combustible con cuerpo de acelerador. |
| 300ZR               | V6         | VG30DE  | DOHC         | 2960 cm³ (3 litros) | Atmosférico | 190 a 222 HP (193 a 225 CV) (142 a 166 kW) | Su producción fue desde 1986, usaban grandes puertos de admisión ovales y puertos de escape redondos, aunque la brida era similar al motor SOHC VG y el espaciado entre los tornillos era ligeramente diferente. |

### Relaciones de las transmisiones
| Tipo       | 1ª    | 2ª    | 3ª   | 4ª    | 5ª    | Reversa | Final |
| ---------- | ----- | ----- | ---- | ----- | ----- | ------- | ----- |
| Manual     | 3,324 | 2,077 | 1,36 | 1     | 0,711 | 3,382   | 3,545 |
| Automática | 2,458 | 1,458 | 1    | 0,686 | -     | 2,181   | 3,7   |

### Acabados
Existían tres niveles de acabado diferentes: SF, GL y GLL y una de las curiosidades más llamativas del Z31 de la gama Z de Nissan, fue el sistema electrónico de alertas por voz, que estaba disponible en los acabados GL y GLL entre 1984 y 1986 y presentaba cuatro comandos diferentes: “Puerta derecha/izquierda abierta”, “Freno de mano puesto” (cuando se circulaba en movimiento), “Nivel de combustible bajo” y “Luces encendidas” (si los faros estaban conectados cuando el conductor apagaba el motor y abría la puerta).

### Ediciones especiales
Además, fueron lanzadas dos ediciones especiales durante los seis años que estuvo en activo la fase Z31: Por un lado, el 300ZX 50th Anniversary Edition que conmemoraba el medio siglo de historia de la compañía japonesa en 1984, mientras que en 1988 se lanzó la edición 300ZX Shiro Special, con un carácter claramente deportivo y componentes específicos. Se produjeron 1002 unidades ese mismo año y ya mostraba un sabor a despedida antes de la entrada de la segunda fase Z32 en 1989.

### En competición
Tomó la salida en varias competiciones de carácter internacional aunque, como solía suceder en aquellos tiempos, su presencia dentro de la pista era más fuerte en los mercados, que sus directivos consideraban más interesantes con el objetivo de mejorar sus cifras de ventas. Entre las distintas incursiones sobre los circuitos perpetradas, destaca la victoria de Paul Newman en Lime Rock Park dentro de la categoría Trans-Am y la sobrecogedora imagen proyectada por el artefacto creado para la división IMSA, en sus escalones destinados a los vehículos de clase GTP, GTO y GTS.

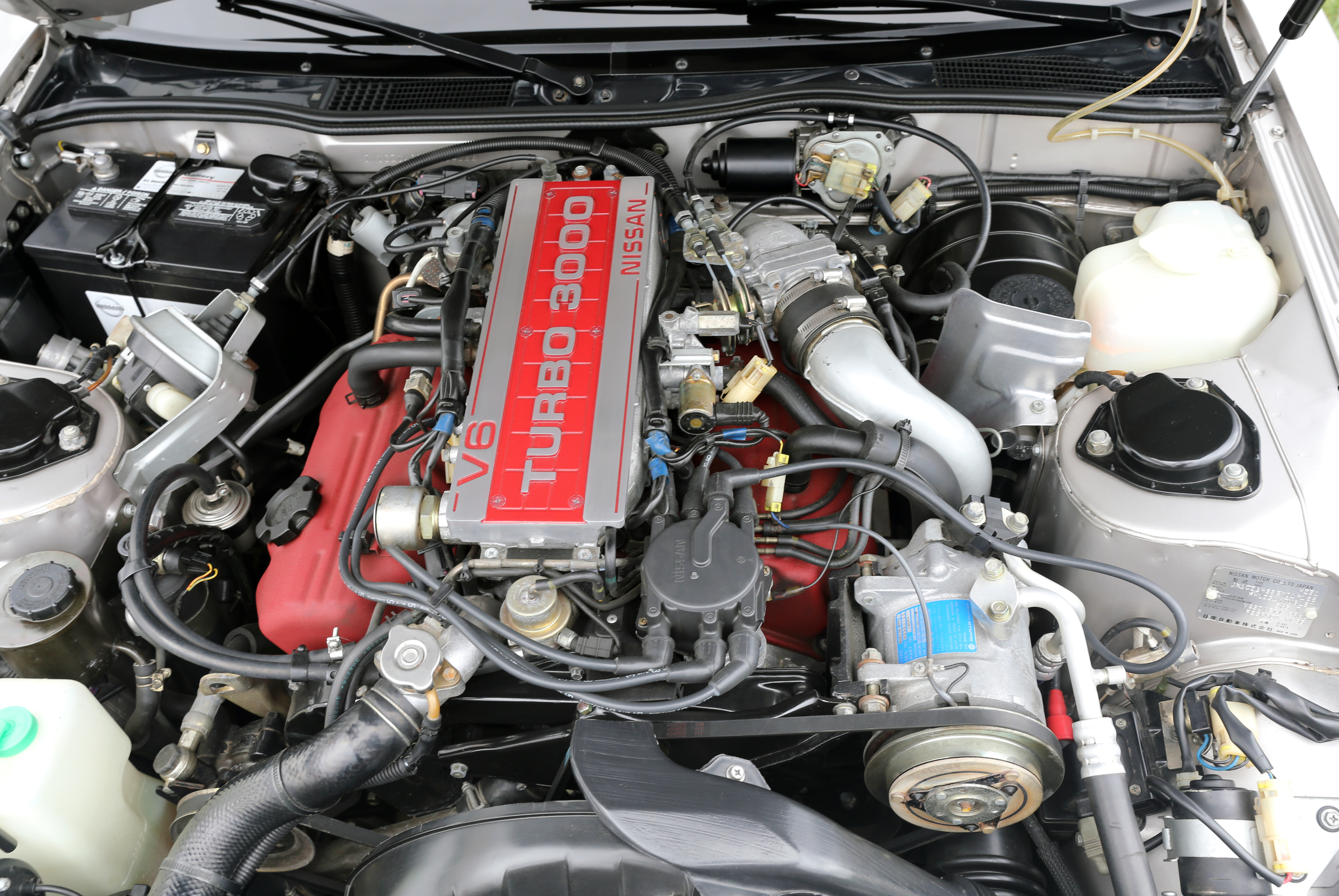
Motor VG30ET Turbo en un modelo 1984.
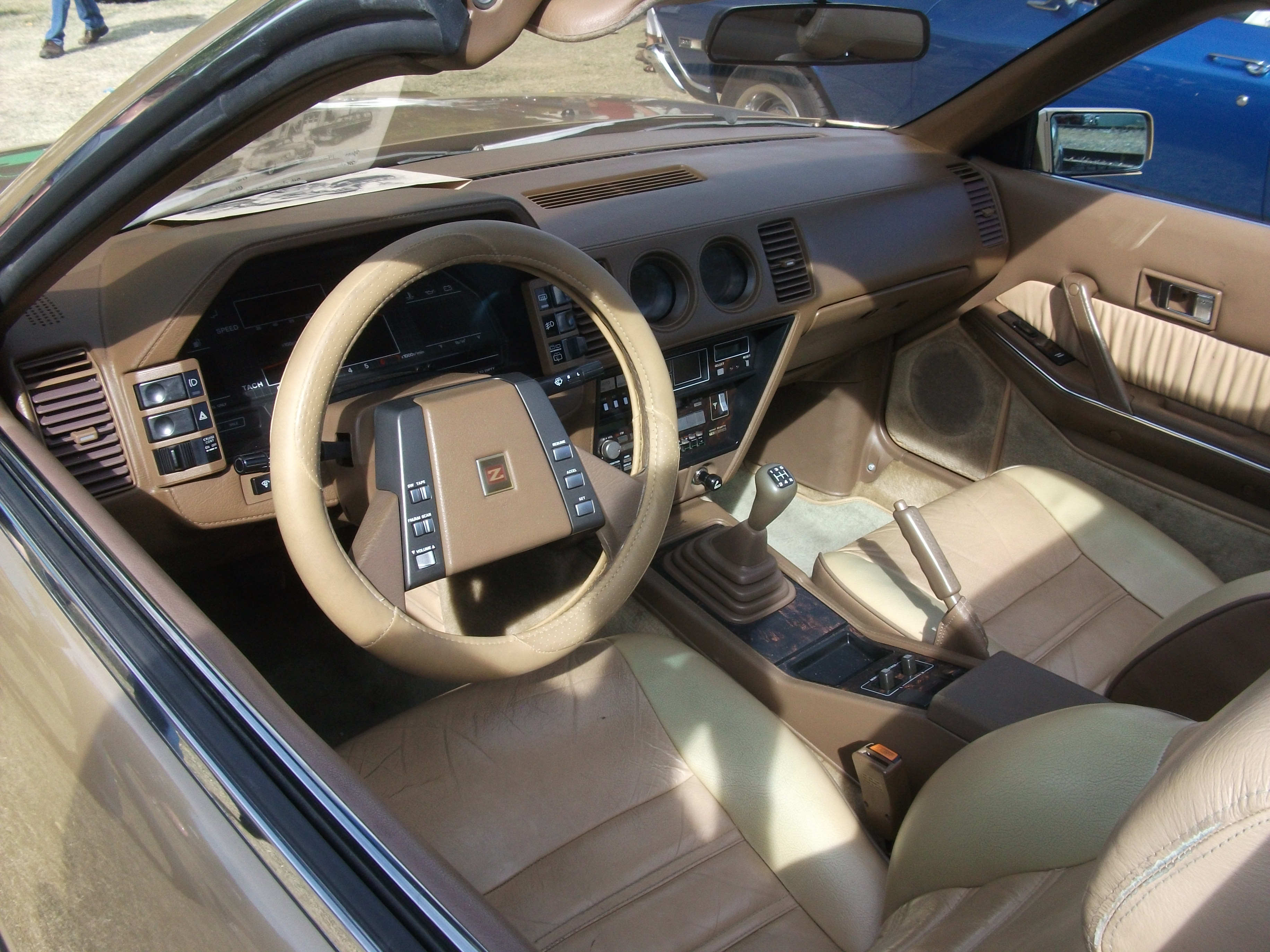
Habitáculo interior de un modelo 1985.
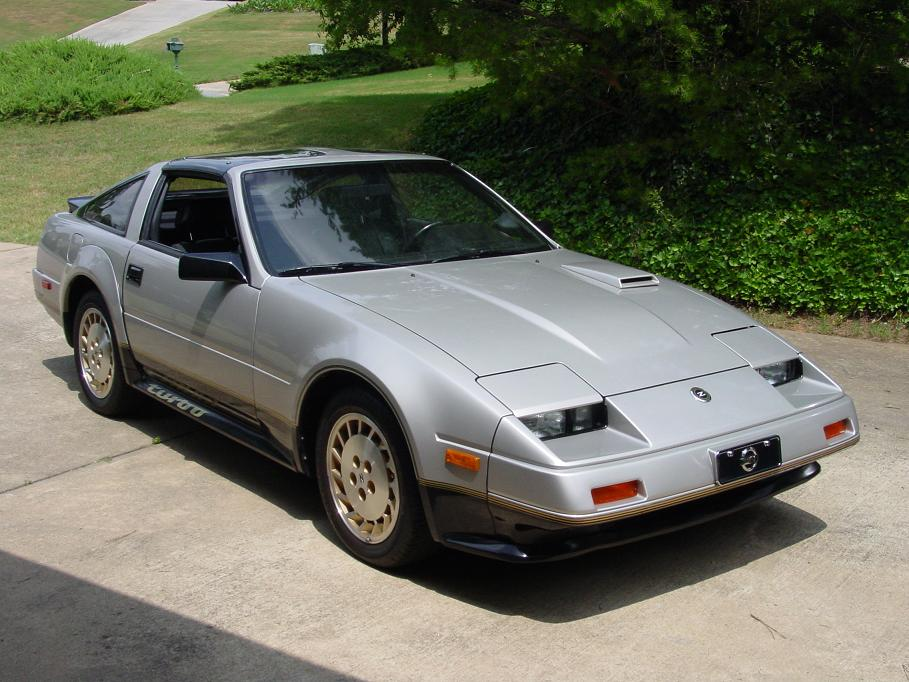
Edición especial 50th Anniversary.
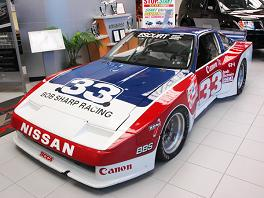
Versión de carreras de Bob Sharp Racing.

## Z32

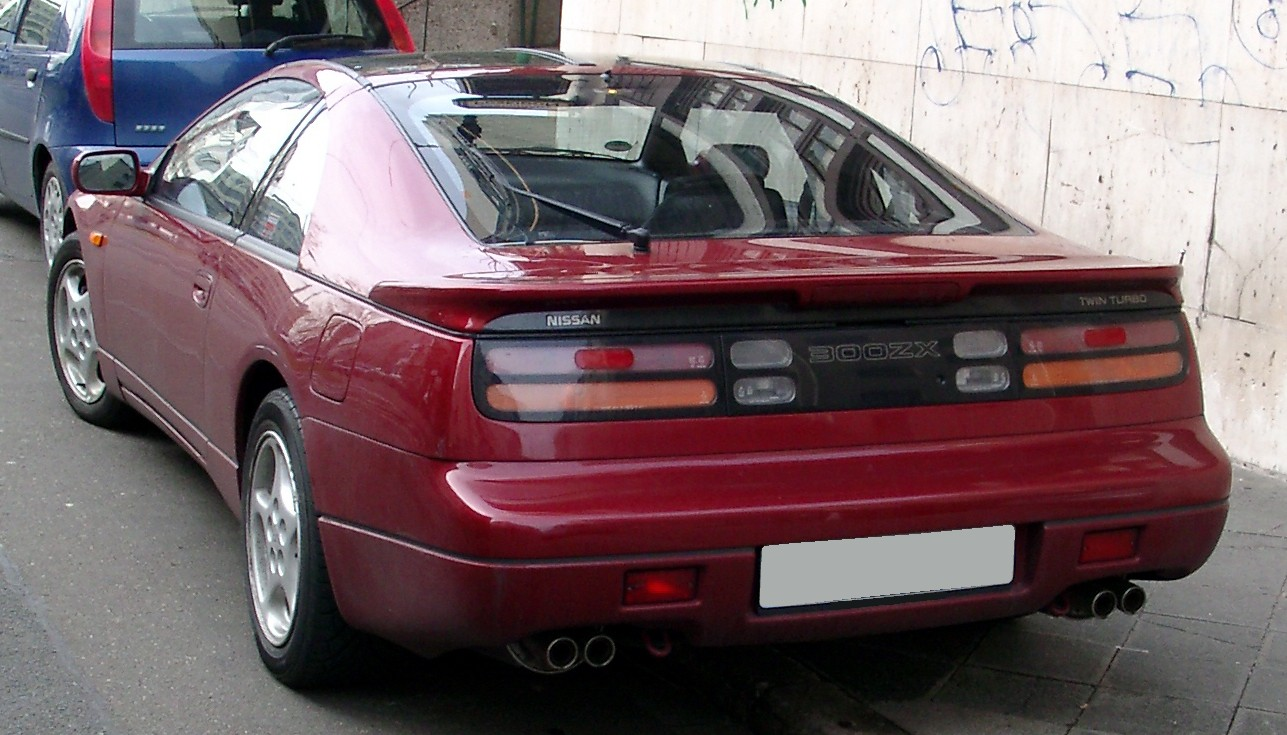
Vista trasera.

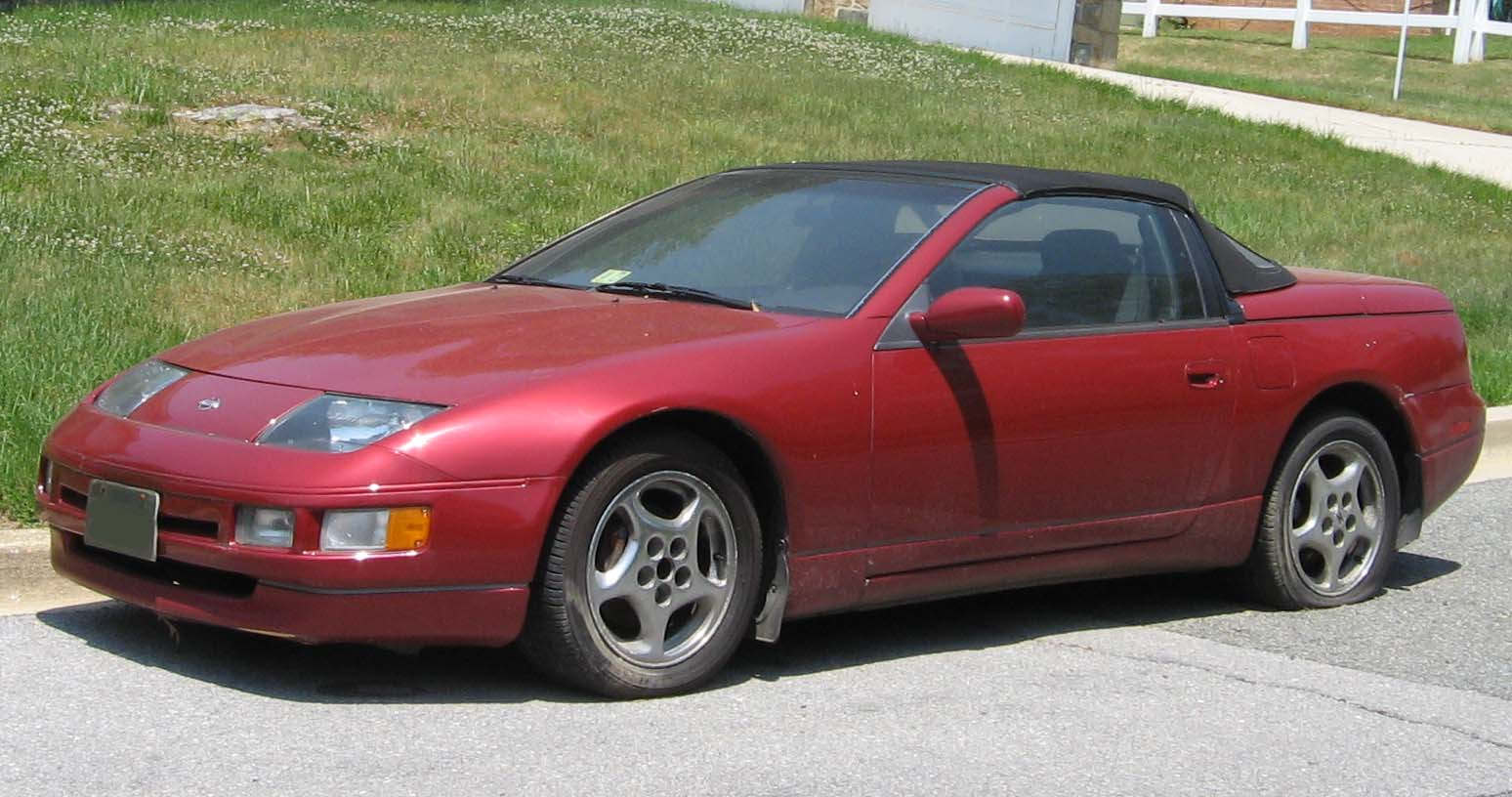
Versión convertible.

Tras siete años cosechando un gran éxito en el mercado con 329900 unidades puestas en circulación en todo el mundo, en 1990 llegó el momento de actualizar el Nissan 300ZX para darle una nueva imagen que enamoraría a propios y extraños, gracias a unas líneas aún más acertadas, una cintura muy baja y un comportamiento dinámico espectacular: el modelo Z32.
Por primera vez en 20 años se decide rediseñar desde cero la imagen del modelo Z, manteniendo viva la carrocería con configuración de tres puertas. Las líneas se suavizan y todos los componentes de plástico en los parachoques desaparecen para dar paso a piezas de color carrocería, un elegante alerón trasero, un perfil más ancho y un coeficiente aerodinámico que, sorprendentemente pasaba a 0,31 desde los 0,30 del Z31.

Cuando llegó la hora de presentar la 4ª generación del Z, Nissan quiso volver a la esencia de un deportivo puro, pero sin abandonar la sofisticación que el Z había alcanzado con el paso del tiempo. Después de todo, uno de los propósitos del recién instaurado presidente de Nissan, Yutake Kume, era que su compañía fuera el líder tecnológico mundial entrando a la década de 1990 y, para cargar ese estandarte, escogieron al Nissan Z. La meta era estratosférica: que el nuevo Z fuera el mejor auto deportivo del mundo.
Un enorme esfuerzo fue volcado en su desarrollo. La plataforma era totalmente nueva, 35% más rígida que su antecesor, el Z31. Las suspensiones eran independientes con arreglo multilink en las 4 esquinas y el diferencial de deslizamiento limitado era viscoso. El sistema Súper HICAS, el cual fue accionado hidráulicamente hasta 1994 y posteriormente mediante un actuador eléctrico, le daba dirección parcial en el eje trasero. El bastidor entero era un portento tecnológico, afinado para ofrecer el manejo más deportivo posible.

### Motor y rendimiento

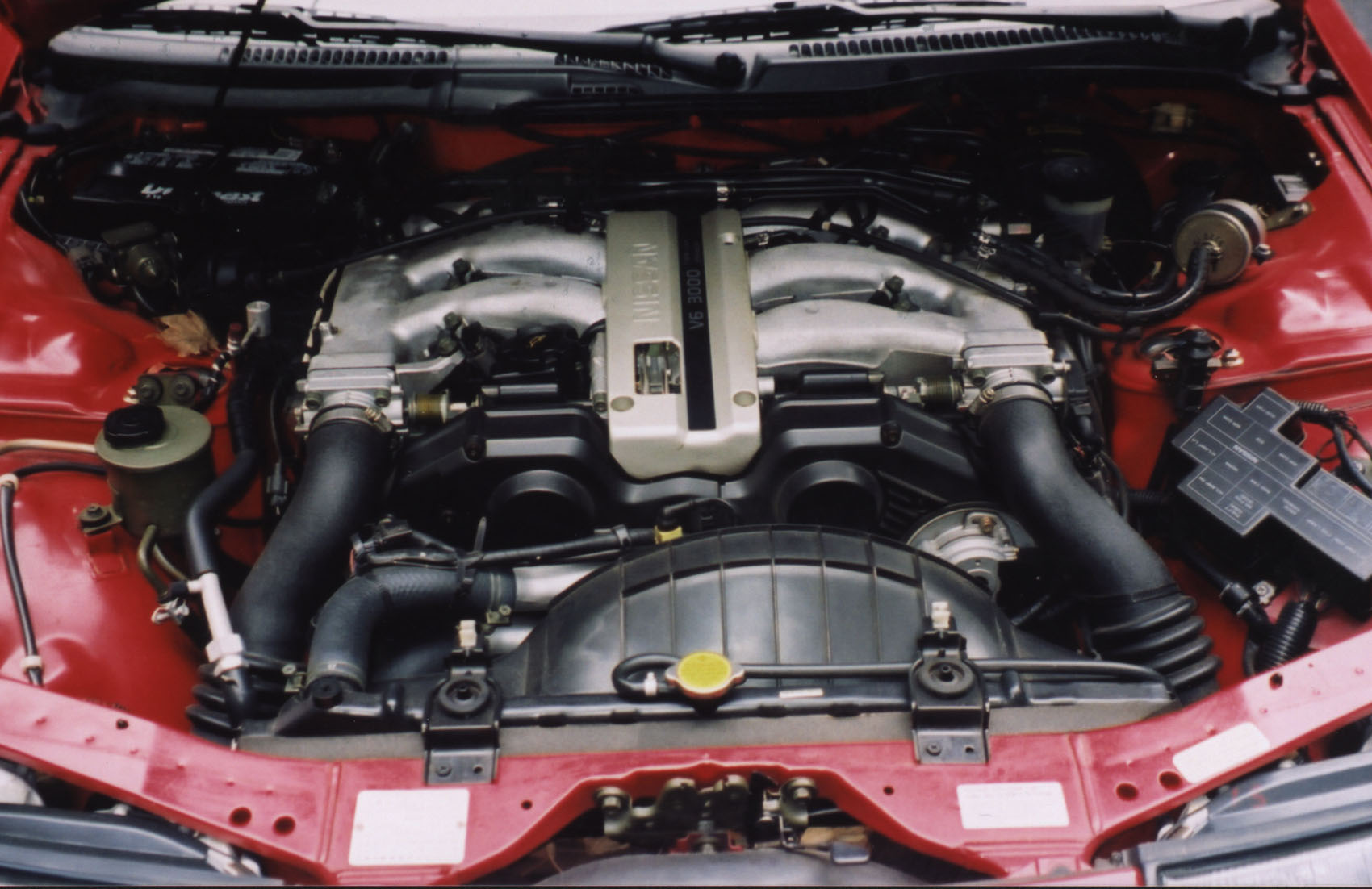
Motor de un modelo 1990.

El motor que lo respaldaba estaba a la altura: El V6 era una evolución del VG30 del anterior Z que, cuando estuvo listo para producción, compartía con su antecesor solamente  el desplazamiento de 2960 cm³ (3 litros); todo era nuevo: cigüeñal forjado, pistones y bielas, cabezas, tren de válvulas con tiempo variable, ignición directa y nuevos múltiples de admisión. El régimen máximo o línea roja estaba en las 7000 rpm.
Disponible solamente de dos bloques V6 de 222 a 300 HP (225 a 304 CV) (166 a 224 kW), en función de que tuviera aspiración natural o Twin turbo, que utilizaba turbinas Garrett T25, relativamente pequeñas, para una entrega de boost lo más inmediata posible. El nuevo capítulo de la familia Z traería consigo una mejora de prestaciones, a pesar de tener un coeficiente aerodinámico algo menos eficiente de 0,31 que podía parar el cronómetro en el 0 a 100 km/h (62 mph) en 5,9 segundos y una velocidad punta de 249 km/h (155 mph), limitada electrónicamente. Fue uno de los primeros modelos del mercado en introducir la dirección en el eje trasero, tras la tercera generación del Honda Prelude lanzado en 1987 y el único del momento diseñado empleando herramientas digitales, conocidas popularmente como CAD.
Estaba equipado con doble (DOHC) árbol de levas, 4 válvulas por cilindro (24 en total) y sincronización variable de válvulas (NVCS), que producía una potencia de 222 HP (225 CV; 166 kW) a las 6400 rpm y un par máximo de 268 N·m (198 lb·pie) a las 4800 rpm de forma atmosférica; mientras que la versión turbo fue actualizada con doble intercooler, que le permitía entregar una potencia máxima de 300 HP (304 CV; 224 kW) y un par máximo de 384 N·m (283 lb·pie) a las 3600 rpm.
Fue el primer coche que se comercializó tras la introducción del límite de potencia de 280 CV (276 HP; 206 kW) impuesto por JAMA hasta el año 2004 y también fue uno de los primeros coches de producción en utilizar el software CAD para su diseño. En 1992 se introduce por primera vez una versión convertible que respondía a la multitud de conversiones no oficiales que se estaban realizando en el mercado de accesorios, por lo que todos los 300ZX estaban disponibles a partir de ese momento con techo en T.

### Diseño
La carrocería que cubría todo esto era una obra maestra del flujo de líneas y la aerodinamia. Fue obra de Isao Sono y Yoshio Yamashita, quienes estuvieron semanas en Estados Unidos observando y estudiando la cultura americana del auto –al fin y al cabo, USA era el principal mercado del Z- para que su diseño se apegara lo más posible a los gustos americanos de la época. Esa fue la razón por la que el 300ZX fue tan ancho en su diseño final, para que tuviera una mayor presencia en las anchas carreteras estadounidenses.

### Mercado
El diseño propuesto por Sono y Yamashita pasó prácticamente sin cambios de la etapa de prototipo al auto de producción, que debutó en 1989 en Japón como modelo de 1990 y, un mes después, llegó a Estados Unidos y otros mercados. Estaba disponible en carrocería de 2 plazas, y un hipotético 2+2, porque en sus diminutos asientos traseros apenas habría cabido un niño sentado incómodamente.
Cuando Nissan lo presentó como "el mejor deportivo del mundo" y describió cada una de sus cualidades y componentes como "los mejores del mundo", tanto aficionados como expertos de la industria lo tomaron como mero fanfarroneo por parte de Nissan, hasta que lo manejaron. Nissan sabía lo que estaba diciendo: el coche había sido desarrollado para dejar por los suelos a sus dos principales rivales, sus objetivos a superar: el Porsche 944 Turbo y el Chevrolet Corvette (C4). Ninguno de los dos tenía oportunidad ante el portento tecnológico de Nissan, que fue cronometrado 6 segundos más rápido que el Porsche en Nürburgring y también superaba al ‘Vette en Laguna Seca, además era relativamente barato, ya que la versión de aspiración natural comenzaba en US$ 27000, mientras que el Twin Turbo arrancaba en $33000.
Sin embargo, el éxito inicial del 300ZX se desvanecería tan rápido como llegó, debido a las condiciones económicas provocadas por el final de la enorme burbuja económica que imperó en Japón de 1987 a 1991, que provocó que la relación yen/dólar y yen/cualquier otra moneda, se disparara prácticamente de la noche a la mañana.
En un par de años, el 300ZX pasó de ser un coche de US$ 27000, a rozar los US$ 50000. Las ventas se desplomaron. A esto también contribuyó un mercado de cupés deportivos en franca recesión y a la fuerte competencia que el Z enfrentaba en forma del Toyota Supra y el Mazda RX-7, autos que llegaron un par de años después al mercado, pero con más que suficientes argumentos para plantarle cara al Nissan. En 1996, año en que fue sacado del mercado americano, las ventas en Estados Unidos del 300ZX sumaban apenas 1600 unidades.
El 300ZX continuó en producción en Japón hasta el año 2000, con varias actualizaciones que lo mantuvieron más o menos vigente, pero se había ganado su lugar. Después de todo, había sobrevivido a la casi bancarrota de Nissan y su posterior recuperación gracias a Renault, siendo un producto de nicho ya veterano para ese entonces. Nissan recibió el nuevo milenio con capital francés asegurándole una economía relativamente estable y un prototipo de un nuevo Z presentado en 2001, que en 2002 se convertiría en el 350Z, el siguiente eslabón de la cadena Z.

### Ediciones especiales
Entre las versiones especiales, destacó una Versión R con asientos delanteros Recaro, traseros de cuero y taloneras laterales. En 1990, Motorsport International of Waco, Texas, colaboró con la compañía japonesa HKS para desarrollar el "SR-71", de la que solamente se produjeron ocho unidades numeradas y que pudo presumir de ser el tercer vehículo de producción más veloz del mundo, por una fracción del precio de un Lamborghini Diablo o un Ferrari F40.